# Pusztai nedűgomba
A pusztai nedűgomba (Hygrocybe conicoides) a csigagombafélék családjába tartozó, Európában és Észak-Amerikában elterjedt, homoktalajú gyepekben, dűnéken élő, nem ehető gombafaj. 

## Megjelenése
A pusztai nedűgomba kalapja 2,5-6,5 cm széles; kezdetben kúpos, domború vagy harang alakú, majd kiterül, közepén kis, hegyes púppal. Felszíne sima, száraz, selymes, nedves időben zsíros. Színe piros, narancssárga vagy sárga, idősen lassan megsötétedik. 
Húsa vékony, törékeny; színe a kalapéval egyezik, sérülésre lassan feketedik. Szaga és íze nem jellegzetes. 
Közepesen sűrű lemezei felkanyarodnak. Színük fiatalon sárga, majd rózsás-narancsossá és vörössé válnak, idősen feketednek. 
Tönkje 2,5-7,5 cm magas és 0,3-1 cm vastag. Alakja hengeres, egyenletesen vastag, hosszában szálas. Színe sárga vagy narancsszínű, a tövénél gyakran halványabb. Sérülésre vagy idősen megsötétedik. 
Spórapora fehér. Spórája megnyúlt ellipszis alakú, sima, inamiloid, mérete 10-14 x 4-6 µm.

### Hasonló fajok
A színváltó nedűgomba és a feketedő nedűgomba hasonlíthat hozzá.  

## Elterjedése és termőhelye
Európában és Észak-Amerikában honos. Magyarországon ritka. 
Homokos talajú rövid füvű gyepekben, tengerparti dűnéken található meg. A nedűgombákat sokáig szaprotrófnak vélték, de újabban feltételezik, hogy mohákkal állhatnak szimbiotikus kapcsolatban. Nyáron és ősszel terem. 

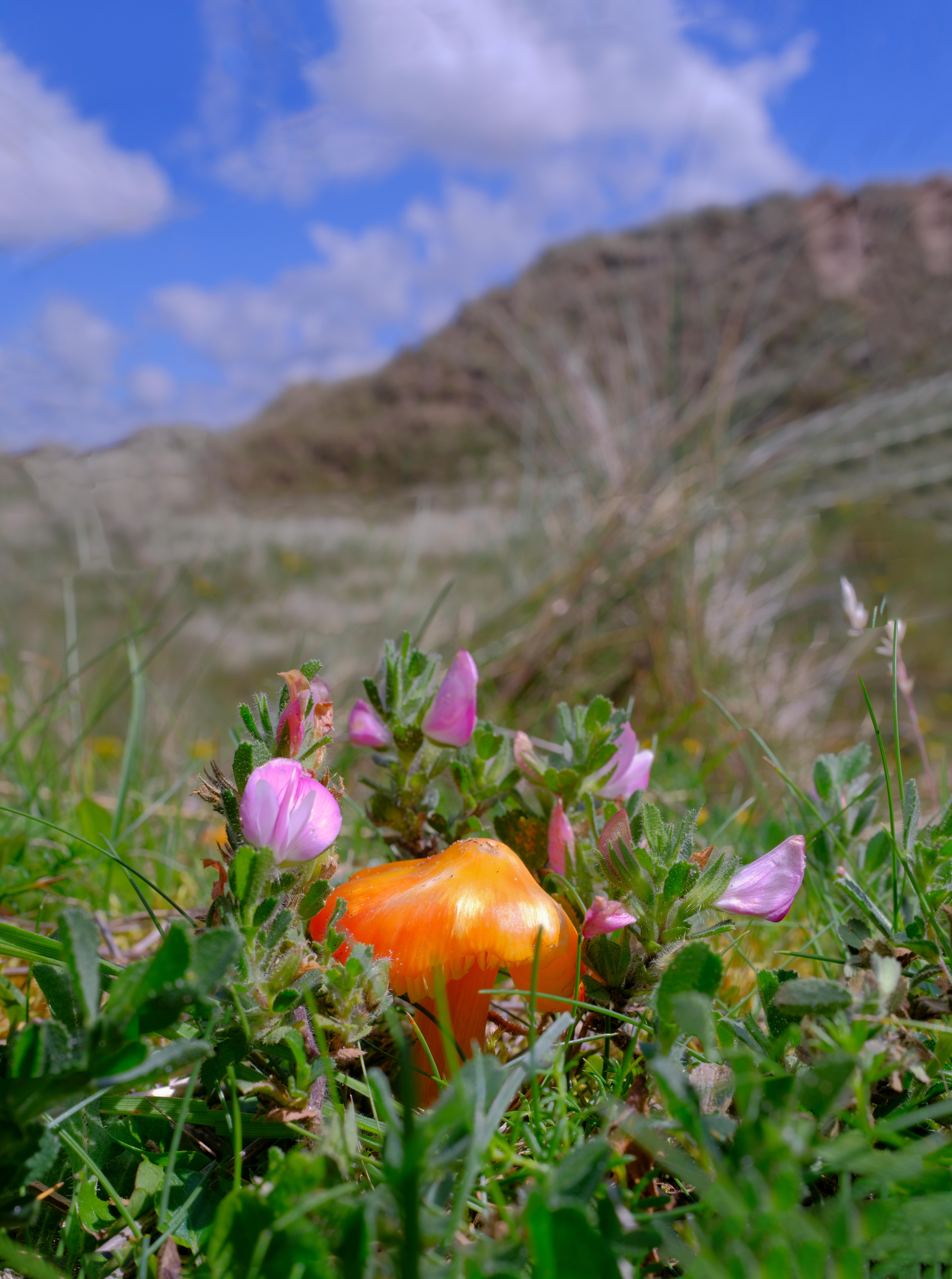
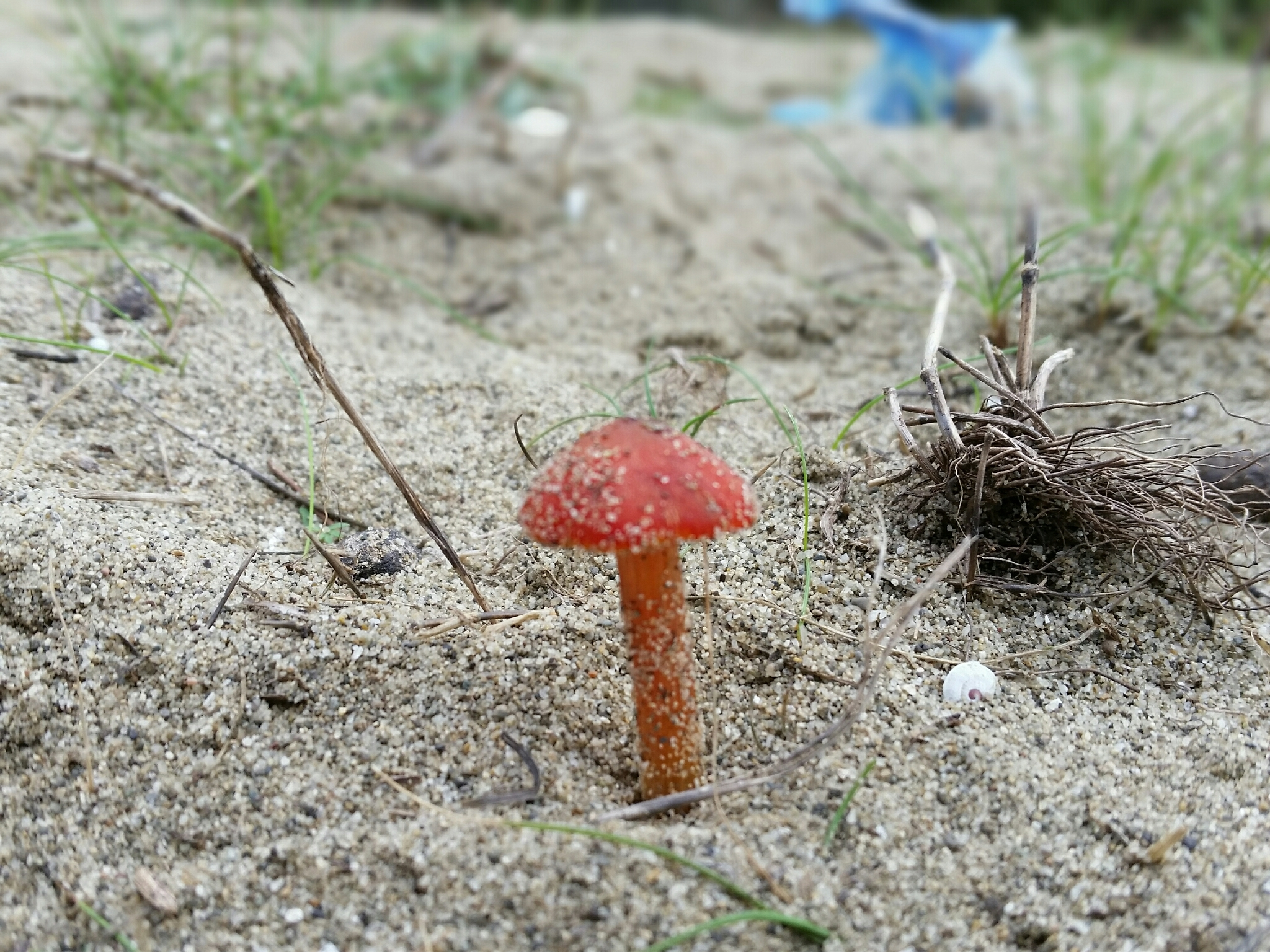
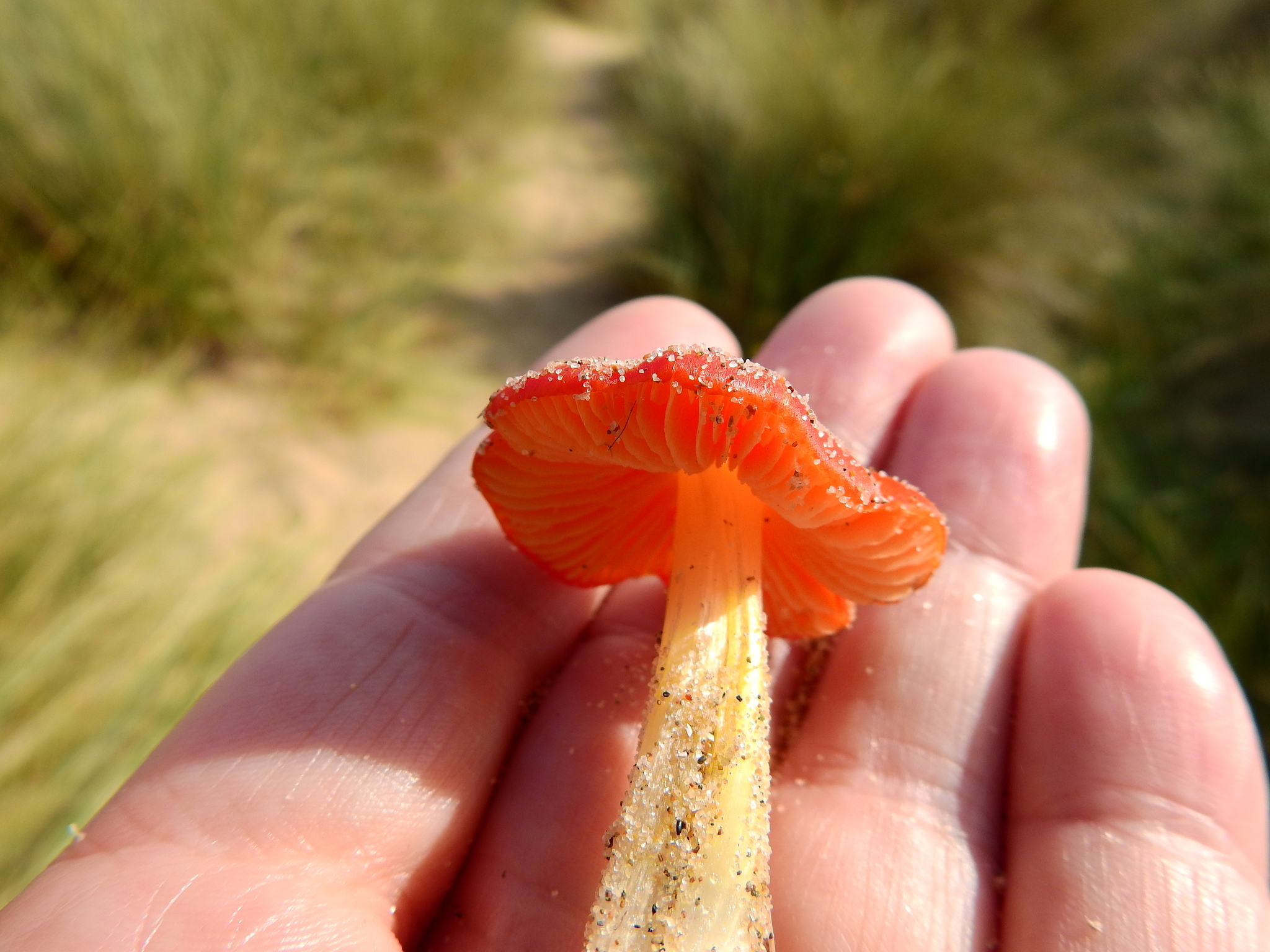
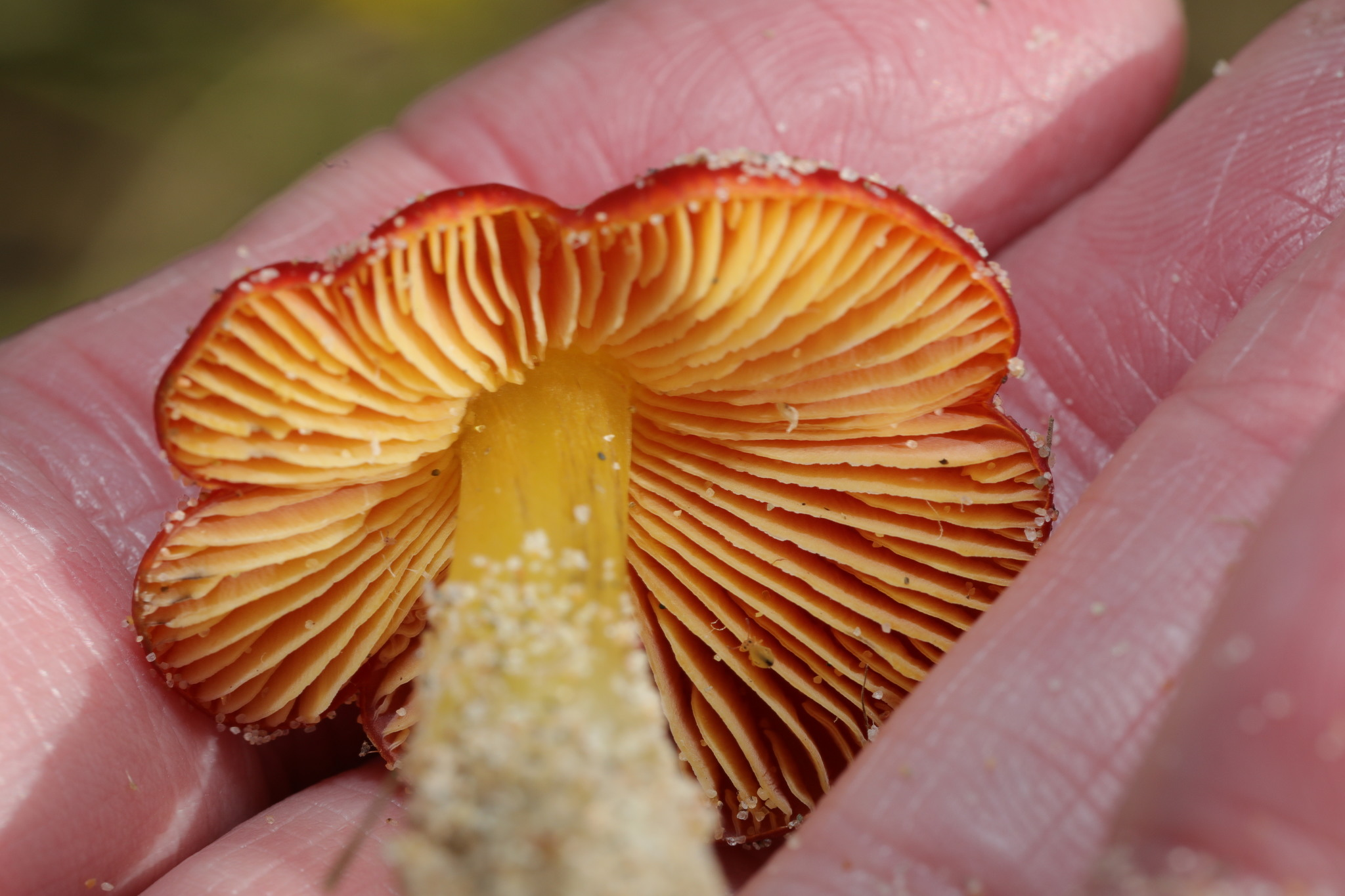

Nem ehető.  